# Fußballsportverein Frankfurt 1899 (femminile)
Il Fußballsportverein Frankfurt 1899 e.V., abbreviato in FSV Frankfurt (italiano: FSV Francoforte) fu una squadra di calcio femminile tedesca, sezione femminile dell'omonimo club con sede a Francoforte sul Meno, città dell'Assia.
Inattiva dall'estate 2006, nel suo palmarès figurano tre titoli di Campione di Germania, il primo dell'allora Germania Ovest, e cinque Coppe di Germania.

## Palmarès
- Campionato della Germania Ovest (Deutsche Fußballmeisterschaft): 1

1985-1986
- Campionato tedesco: 2

1994-1995, 1997-1998
- Coppa di Germania: 5

1984-1985, 1989-1990, 1991-1992, 1994-1995, 1995-1996